# Myuchelys purvisi
Myuchelys purvisi là một loài rùa trong họ Chelidae. Loài này được Wells & Wellington mô tả khoa học đầu tiên năm 1985.